# 포도당 수송체

포도당의 구조

포도당 수송체(葡萄糖輸送體, 영어: glucose transporter, GLUT)는 원형질막을 가로질러 촉진 확산으로 포도당을 수송하는 광범위한 막 단백질의 부류이다. 포도당 운반체(葡萄糖運搬體), SLC2A라고도 한다. 포도당은 모든 생명체에 필수적인 에너지원이기 때문에 포도당 수송체는 모든 문에 존재한다. GLUT 또는 SLC2A 계열은 대부분의 포유류 세포에서 발견되는 단백질 계열이다. 14가지의 포도당 수송체(GLUT)가 사람의 게놈에 의해 암호화된다. GLUT는 단일수송체 단백질의 한 유형이다.

## 유리 포도당의 합성
대부분의 비독립영양 세포는 포도당 6-인산가수분해효소의 발현이 부족하여 포도당 섭취와 이화작용에만 관여하기 때문에 유리 포도당을 생산할 수 없다. 포도당은 일반적으로 간세포에서만 생성되며, 단식 상태에서는 장, 근육, 뇌 및 콩팥과 같은 다른 조직에서 포도당신생합성이 활성화된 후에 포도당을 생성할 수 있다.

## 효모에서의 포도당 수송
맥주효모균(Saccharomyces cerevisiae)에서 포도당 수송은 촉진 확산을 통해 일어난다. 수송 단백질은 주로 Hxt 계열에서 유래하지만 많은 다른 수송체들이 확인되었다.
| 이름  | 특성                                          | 참조                                                                                                |
| ----- | --------------------------------------------- | --------------------------------------------------------------------------------------------------- |
| Snf3  |                                               | 저혈당 센서, 포도당에 의해 억제됨, 낮은 수준의 발현, Hxt6의 억제자                                  |
| Rgt2  |                                               | 고혈당 센서, 낮은 수준의 발현                                                                       |
| Hxt1  | Km: 100 mM, 129 - 107 mM                      | 저친화도 포도당 수송체, 포도당 수치가 높을 때 유도됨                                                |
| Hxt2  | Km = 1.5 - 10 mM                              | 고/중간 친화도 포도당 수송체, 포도당 수치가 낮을 때 유도됨                                          |
| Hxt3  | Vm = 18.5, Kd = 0.078, Km = 28.6/34.2 - 60 mM | 저친화도 포도당 수송체                                                                              |
| Hxt4  | Vm = 12.0, Kd = 0.049, Km = 6.2               | 중간 친화도 포도당 수송체                                                                           |
| Hxt5  | Km = 10 mM                                    | 적당한 포도당 친화도, 정지기, 포자 형성 및 낮은 포도당 조건에서 풍부함, 포도당에 의해 전사가 억제됨 |
| Hxt6  | Vm = 11.4, Kd = 0.029, Km = 0.9/14, 1.5 mM    | 높은 포도당 친화도                                                                                  |
| Hxt7  | Vm = 11.7, Kd = 0.039, Km = 1.3, 1.9, 1.5 mM  | 높은 포도당 친화도                                                                                  |
| Hxt8  |                                               | 낮은 수준의 발현                                                                                    |
| Hxt9  |                                               | 다발성 약물 내성에 관여                                                                             |
| Hxt11 |                                               | 다발성 약물 내성에 관여                                                                             |
| Gal2  | Vm = 17.5, Kd = 0.043, Km = 1.5, 1.6          | 높은 갈락토스 친화도                                                                                |

## 포유류에서의 포도당 수송
포도당 수송체(GLUT)는 원형질막의 세포질 쪽에 노출된 아미노 말단과 카복실 말단이 모두 있는 12개의 막관통 나선을 포함하는 내재성 막 단백질이다. GLUT 단백질은 대체 입체구조 모델에 따라 포도당 및 관련된 6탄당을 수송하는 데, 이는 수송체가 세포의 외부 또는 내부를 향해 단일 기질 결합 부위를 노출시킬 것으로 예측한다. 포도당이 한 부위에 결합하면 수송과 관련된 입체구조적 변화를 유발하고 포도당을 막의 다른 쪽으로 방출한다. 내부 및 외부 포도당 결합 부위는 막 횡단 분절 9, 10, 11에 위치하는 것으로 보인다. 또한 7번째 막횡단 분절에 위치한 DLS 모티프는 수송된 기질의 선택과 친화력에 관여할 수 있다.

### 유형
각 포도당 수송체의 동질형은 조직 발현의 패턴, 기질 특이성, 수송 반응속도론 및 다양한 생리학적 조건에서 조절된 발현에 의해 결정되는 포도당 대사에서 특정 역할을 담당한다. 2010년을 기준으로 GLUT/SLC2의 14가지 구성원들이 확인되었다. 서열 유사성에 따라 GLUT 패밀리는 세 가지의 하위 클래스로 나뉘어진다.

#### 클래스 I
클래스 I은 잘 특성화된 포도당 수송체인 GLUT1~GLUT4로 구성된다.
| 이름   | 분포 | 참조 |
| ------ | --- | --- |
| GLUT1  | GLUT1은 태아의 조직에 널리 분포되어 있다. 성인의 경우 GLUT1은 적혈구와 혈액뇌장벽과 같은 장벽조직의 내피세포에서 가장 높게 발현된다. GLUT1은 모든 세포에서 세포 호흡을 유지하는 데 필요한 낮은 수준의 기본적인 포도당 흡수를 담당한다. | 세포막의 GLUT1의 수준은 포도당의 수준이 감소하면 중가하고 포도당 수준이 증가하면 감소한다. GLUT1의 발현은 많은 종양에서 상향 조절된다. |
| GLUT2  | GLUT2는 포도당이 두 방향으로 흐를 수 있도록 하는 양방향 수송체이다. GLUT2는 콩팥의 세뇨관 세포, 간세포 및 이자의 β 세포에 의해 발현된다. GLUT2는 소장 상피의 기저측막에도 존재한다. 해당과정과 글리코젠 합성을 위해 포도당을 흡수하고 포도당신생합성 동안 포도당을 방출하기 위해서는 간세포에서 양방향성이 필요하다. 이자의 β 세포에서는 세포의 세포 내 환경이 혈액의 포도당 수준을 정확하게 측정할 수 있도록 자유롭게 흐르는 포도당이 필요하다. 세 가지 단당류(포도당, 과당, 갈락토스)는 모두 GLUT2에 의해 장 점막 세포로부터 문맥계로 운반된다. | GLUT2는 고빈도 및 저친화도의 동질형이다.                                                                                               |
| GLUT3  | GLUT3는 주로 뉴런(주요 포도당 수송체의 동질형이 존재하는 것으로 여겨지는 곳)과 태반에서 발현된다. | GLUT3는 고친화도 동질형으로 포도당의 농도가 낮을 때에도 운반할 수 있다.                                                                |
| GLUT4  | GLUT4는 지방 조직과 가로무늬근(골격근 및 심장근)에서 발현된다. | GLUT4는 인슐린에 의해 조절되는 포도당 수송체이다. GLUT4는 인슐린에 의해 조절되는 포도당의 저장을 담당한다.                             |
| GLUT14 | GLUT14는 고환에서 발현된다. | GLUT14는 GLUT3와 유사하다. |

#### 클래스 II 및 클래스III
클래스 II의 구성원들은 다음과 같다.
- GLUT5 (SLC2A5) – 장세포에서의 과당 수송체
- GLUT7 (SLC2A7) – 소장과 대장에서 발견되며[12] 소포체에서 포도당을 운반한다.[14]
- GLUT9 - (SLC2A9)
- GLUT11 (SLC2A11)

클래스 III의 구성원들은 다음과 같다.
- GLUT6 (SLC2A6)
- GLUT8 (SLC2A8)
- GLUT10 (SLC2A10)
- GLUT12 (SLC2A12)
- GLUT13 – 또한 주로 뇌에서 발현되는[12] H+/미오-이노시톨 수송체 HMIT (SLC2A13)

클래스 II 및 클래스 III의 대부분의 구성원들은 다양한 게놈 프로젝트에서 제공되는 발현 서열 태그(EST) 데이터베이스 및 서열 정보의 상동성 검색으로 최근에 확인되었다.
이러한 새로운 포도당 수송체 동질형의 기능은 현재까지 명확하게 정의되지 않았다. 이들 중 몇몇(GLUT6, GLUT8)은 세포 내에서 유지되어 포도당 수송을 방지하는 데 도움이 되는 모티프로 만들어진다. 이러한 수송체의 세포 표면의 자리옮김을 촉진하는 메커니즘이 존재하는 지에 대한 여부는 아직 알려져 있지 않지만 인슐린이 GLUT6 및 GLUT8의 세포 표면에서의 자리옮김을 촉진하지 않는다는 것은 분명히 확립되었다.

### 나트륨-포도당 공동수송의 발견
1960년 8월에 프라하에서 로버트 K. 크레인은 장내 포도당 흡수 메커니즘으로서 나트륨-포도당 공동수송의 발견을 최초로 발표했다. 크레인의 공동수송의 발견은 생물학에서 흐름에 대한 커플링의 최초의 제안이었다. 1961년에 크레인은 능동수송을 설명하기 위해 공동수송의 개념을 최초로 공식화하였다. 특히 그는 솔가장자리 막을 가로지르는 장 상피에서의 포도당의 축적이 솔가장자리를 가로지르는 Na+의 수송과 짝지어져 있다고 제안했다. 이 가설은 거의 모든 세포 유형으로의 다양한 분자 및 이온의 능동수송을 포괄하도록 신속하게 테스트, 개선 및 확장되었다.

## 같이 보기
- 공동수송
- 공동수송체
- 포도당
- 수송체
- 촉진확산
- 수송 단백질